# Kosovsko-resavski dijalekt
Kosovsko-resavski dijalekt je staroštokavski dijalekt štokavskoga narječja, kojim se govori u središnjem području Srbije. To je dijalekt kojim se govori u Metohiji, na Kopaoniku, dolinom Zapadne i Velike Morave, u istočnoj Srbiji (Negotin, Zaječar) i istočnom Banatu (Vršac s okolicom). Zapadna granica ovog dijalekta je rijeka Ibar, do njenog utoka u Zapadnu Moravu, preko Kragujevca i Kragujevačke Rače, Smedereva i Smederevske Palanke, južno od Beograda.
Govori rekaških Hrvata pripadaju kosovsko-resavskom dijalektu.